# Обичајно право
Обичајно право је кодекс обичаја који има карактер неформалног права. Антропологија и етнологија показују да је обичајно право настало пре појаве државе и државног права. Према истраживањима и животној пракси снага обичајног права извире из традиције и спремности заједнице да санкционише свако понашање које одступа од обичајних норми, као и да подржи она понашања која су с њима у складу. У савременом друштву уочава се конзервативност обичајног права у многим социјалним заједницама.
Обичај је дуготрајно и устаљено људско понашање које прати свест о његовом поштовању (лат. Mores sunt tacitus consensus populi longa consuetudine inveteratus). Међу правним писцима постоји сагласност о конститутивним елементима обичаја. Први елемент је психички (унутрашњи) и назван је правном свешћу или свешћу о нужности (opinio iuris или opinio necessitatis). Ради се о томе да постоји неко правило које се редовно поштује и које има снагу правног правила. Други конститутивни елемент обичајног права је материјалне природе и заснива се на самој дуготрајности понашања (longa consuetudo). Та пракса је спољни израз првог елемента (правне свести) и има исту улогу код обичаја коју има објављивање код писаног права. У случају да недостаје један од та два елемента, може да постоји само једна врста друштвеног обичаја, али не и обичајно право. 
Неки правни писци врше поделу обичаја на фактички и правни. Фактички обичај је „обични“, друштвени обичај, док је правни обичај онај фактички обичај на који се позива закон. Међутим ова подела је исувише вештачка и натегнута. Наиме, овако схваћен фактички обичај не би био релевантан за право, јер таквом обичају недостаје један од конститутивних елемената. С друге стране, ни правни обичај није релевантан за право, јер, када унесемо садржину неког обичаја у законску норму, он постаје део писаног права и губи свој карактер обичаја (не постоји правна свест, јер сада постоји институционализована санкција, за непоштовање норме).

Што се тиче обичаја кроз историју, он је представљао један од најзначајнијих извора права (у англосаксонском праву тако је и данас). Касније су припадници историјско-правне школе сматрали обичај изразом народног духа који попуњава правне празнине и допуњује законе. Данас је његов значај доста смањен тенденцијом да се право кодификује, одн. у потпуности претвори у писано. Обичај преживљава тек као спорадични извор права, са нижом правном снагом од закона и подзаконског акта, и не може дерогирати ниједан од ова два извора.